# Принц Чарлз (остров)
 Тази статия е за острова в Канада.  За британския монарх, на когото островът е назован, вижте Чарлз III.  За други обекти със същото име вижте Принц Чарлз (пояснение).

Принц Чарлз (на английски: Prince Charles Island) е 19-ият по големина остров на Канада. Площта му е 9521 км2, като с тази си територия е 16-и по големина в Канадския арктичен архипелаг и 78-и в света. Островът е необитаем. Административно принадлежи към територия Нунавут.
Островът се намира на запад от остров Бафинова земя в басейна Фокс. На изток и североизток протока Кокрам го отделя от по-малките острови Еър Форс и Фоули. Дължината на острова от север на юг е около 130 км, а от запад на изток – 94 км. По форма островът прилича на яйце, с праволинейна брегова линия – 402 км, без удобни заливи.
Релефът е равнинен и слабохълмист в централната част изпъстрен със стотици малки езера. Максимална височина 72 м н.в.
Остров Принц Чарлз е един от последните открити острови в Канадския арктичен архипелаг. Заедно със съседните два острова Еър Форс и Фоули е открит през 1948 г. от канадския военен пилот Албърт-Ърнест Томкинсън и е кръстен на родения същата година британски престолонаследник принц Чарлз. През лятото на следващата година островът е детайлно изследван и картиран от експедиция възглавявана от Томас Манинг.
|  | Тази страница частично или изцяло представлява превод на страницата Prince Charles Island в Уикипедия на английски. Оригиналният текст, както и този превод, са защитени от Лиценза „Криейтив Комънс – Признание – Споделяне на споделеното“, а за съдържание, създадено преди юни 2009 година – от Лиценза за свободна документация на ГНУ. Прегледайте историята на редакциите на оригиналната страница, както и на преводната страница, за да видите списъка на съавторите. ВАЖНО: Този шаблон се отнася единствено до авторските права върху съдържанието на статията. Добавянето му не отменя изискването да се посочват конкретни източници на твърденията, които да бъдат благонадеждни. |